# Melanoptilon
Melanoptilon là một chi bướm đêm thuộc họ Geometridae.